# پاشا جمالی
پاشا جمالی (زاده ۳۱ خرداد ۱۳۷۰ در رشت)، بازیگر ایرانی است. او کارشناسی خود را در رشته ادبیات نمایشی از دانشگاه تهران، کسب کرد. وی در سریال‌هایی همچون شهرزاد، جیران و نون‌خ ایفای نقش کرده است.

## افشاگری جنجالی
جمالی یکی از مسافران هواپیمایی بود که در مسیر رشت-تهران دچار آتش‌سوزی موتور شد. بعد از تکذیب این خبر توسط اداره کل فرودگاه گیلان، پاشا جمالی واکنش نشان داد و با انتشار عکسهای پرواز و بلیت هواپیما اقدام به افشاگری کرد.

## حرفه
پاشا جمالی در سال ۱۳۹۳ مدرک کارشناسی ادبیات نمایشی را از دانشگاه آزاد گرفت. در سال ۱۳۹۱ در ۲۰ سالگی با فیلم کوتاه سورپرایز به کارگردانی مسعود حاتمی جلوی دوربین رفت که این فیلم در جشنواره فیلم کوتاه تورنتو و همچنین سانفرانسیسکو در سال ۲۰۱۲ نامزد دریافت جایزه شد. بازی در سریال شهرزاد در نقش اصغری او را به شهرت رساند. جمالی سابقهٔ دستیاری در برنامهٔ عروسکی کلاه قرمزی را دارد و بعضی اوقات متن هم می‌نویسد.
از وی به همراه مهدی سلطانی، نهال دشتی برای بازی در سریال شهرزاد تقدیر شد.

پاشا جمالی، در اعتراض به سانسور سکانس‌هایی از سریال نون خ، در پستی اینستاگرامی نوشت:
«بسه دیگه سانسور، پدر سریال را درآوردید، اجازه دهید مردم بیشتر بخندند، مگر چه گفتیم که این همه سانسور می‌کنید؟ توجه کردید لب ما یه چی دیگه می‌گوید و صدا یه چی دیگه پخش می‌شود؟ این گروه در شرایط خیلی سخت کار کرده، هم سرمای منفی ۱۰ درجه کوهستان دیده هم در اوج کرونا کار کرده است. حق همکارانم با این پخش ضایع می‌شود. خستگی به تنم موند بخدا دم تک تک بچه‌های نون خ گرم.»

### نقش مهیار
«با امیر جعفری رفیق شدم و او برای فصل اول «نون‌خ» مرا به آقا سعید معرفی کرد. در دفتر با سعید آقاخانی و آقای تنابنده، دستیار کارگردان که ایشان هم من را از سریال شهرزاد می‌شناختند، صحبت کردم و همکاری‌مان شروع شد.»

در گفتگو با مشرق نیوز
برخلاف آنچه می‌گویند، این شخصیت شبیه اصغری در سریال شهرزاد نیست. به‌ویژه در فصل۲ «نون‌خ» که آقای وفایی، فیلمنامه‌نویس سریال روی این شخصیت کار کرده است. مهیار کسی است که می‌خواهد خودش را به دیگران ثابت کند، اما نمی‌تواند و خروجی کارهایش گند زدن است! همین خرابکاری‌های مهیار و تلاش‌هایش، این شخصیت را برایم جذاب می‌کند، شخصیت خودم هم شبیه اوست. اصغری اما دست و پا چلفتی بود و کاری از دستش برنمی‌آمد. ولی مهیار با وجودی که می‌داند نمی‌تواند از پس فلان کار بربیاید با اعتمادبه‌نفس همچنان کار خودش را ادامه می‌دهد.

## آثار

### فیلم
| سال  | نام        | کارگردان        | نقش   | منبع                     |
| ---- | ---------- | --------------- | ----- | ------------------------ |
| ۱۳۹۰ | باتلاق     | احمد عبداللهیان |       | [ ۶ ]                    |
| ۱۳۹۵ | موریانه    | مسعود حاتمی     |       | [ ۷ ] [ ۸ ] [ ۹ ] [ ۱۰ ] |
| ۱۳۹۶ | لونه زنبور | برزو نیک‌نژاد    | سرباز | [ ۱۱ ]                   |
| ۱۳۹۸ | روز بلوا   | بهروز شعیبی     |       | [ ۱۲ ] [ ۱۳ ] [ ۱۴ ]     |

### مجموعه تلویزیونی
| سال  | نام                   | کارگردان                | نقش                 | منبع          |
| ---- | --------------------- | ----------------------- | ------------------- | ------------- |
| ۱۳۹۴ | کلاه‌قرمزی             | ایرج طهماسب و حمید جبلی | به عنوان دستیار     |               |
| ۱۳۹۸ | نون خ (فصل ۱)         | سعید آقاخانی            | مهیار               | [ ۱۵ ]        |
| ۱۳۹۹ | نون خ (فصل ۲)         | سعید آقاخانی            | مهیار               | [ ۱۶ ] [ ۱۷ ] |
| ۱۴۰۰ | نون خ (فصل ۳)         | سعید آقاخانی            | مهیار               | [ ۱۸ ] [ ۱۹ ] |
| ۱۴۰۰ | خودخواسته             | علیرضا بذرافشان         | سهیل احمدی سفید کمر |               |
| ۱۴۰۱ | دردسرهای شیرین        | سهیل موفق               | پیام تمدن           |               |
| ۱۴۰۱ | فوفو مسافری از کامادو | میثم معراجی             | پاشا                |               |
| ۱۴۰۲ | نون خ ۴               | سعید آقاخانی            | مهیار               |               |
| ۱۴۰۳ | نون خ ۵               | سعید آقاخانی            | مهیار               |               |

### نمایش خانگی
| سال  | نام            | کارگردان | نقش         | منبع          |
| ---- | -------------- | -------- | ----------- | ------------- |
| ۱۴۰۳ | ازازیل         | حسن فتحی | حمید        |               |
| ۱۴۰۰ | جیران          | حسن فتحی | خواجه شمشاد | [ ۲۰ ] [ ۲۱ ] |
| ۱۳۹۷ | شهرزاد (فصل ۳) | حسن فتحی | اصغری       |               |
| ۱۳۹۶ | شهرزاد (فصل ۲) | حسن فتحی | اصغری       | [ ۲۲ ] [ ۲۳ ] |
| ۱۳۹۴ | شهرزاد (فصل ۱) | حسن فتحی | اصغری       |               |